# Коробочкине (заказник)
Коробочкине — ботанічний заказник місцевого значення. Об'єкт розташований на території Дворічанської селищної громади Куп'янського району Харківської області, біля селища Дворічне.
Площа — 29,1 га, статус отриманий у 1984 році.
Охороняється ділянка крейдових відслонень на правому березі річки Оскіл з унікальними для України та Європи рослинними угрупованнями. Про цінність цієї території ще у ХІХ ст. писав відомий ботанік В.І. Талієв.
У заказнику знаходиться єдине в області місцезростання двох рідкісних видів, занесених до Червоної книги України: льонок крейдяний та смілка крейдяна. З інших рідкісних видів тут трапляються переломник Козо-Полянського, полин суцільнобілий, чебрець вапняковий, гісоп крейдяний, громовик донський. Загалом, у заказнику мешкає 50 видів рослин і тварин, що занесені до охоронних списків різного рівня.
Зафіксовано порушення заповідного режиму - незаконне видобування крейди, що становить значну загрозу екосистемі заказника.